# Janet Barrowman
Janet Barrowman fue una sufragista escocesa.

## Sufragista

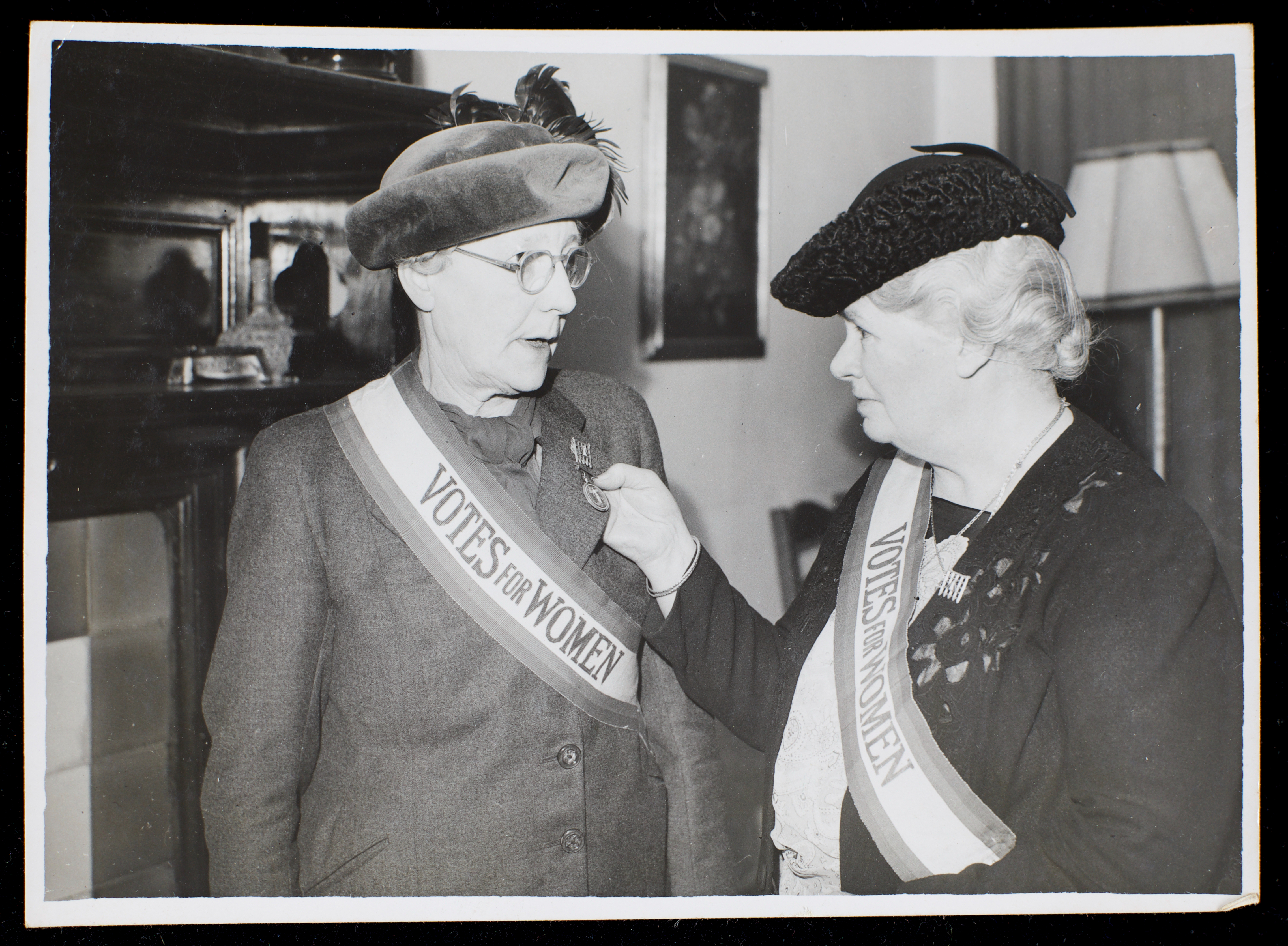
Helen Crawfurd (derecha) y Janet Barrowman (izquierda) en 1949 en una reunión de "Mujeres por Westminster", en el Club de Conferencias de Mujeres de Glasgow, con motivo del 21.º aniversario de la Ley de Representación del Pueblo (Igualdad de Sufragio) de 1928.

Barrowman nació en Glasgow. Su padre era un comerciante de Lima. Fue miembro de la Unión Social y Política de las Mujeres.
En 1912, participó en actividades militantes durante la campaña por el sufragio femenino junto a Helen Crawfurd, Annie Swan y otras damas, rompiendo una ventana valorada en 4 chelines. Fue arrestada y sentenciada a dos meses de trabajos forzados en Holloway. Sacó de contrabando poesía escrita por las sufragistas prisioneras en Holloway, las cuales fueron publicadas por la sede de Glasgow de la WSPU como "Holloway Jingles " en 1912. Perdió su trabajo como secretaria tras ser arrestada y no participó en ningún otro acto militante. Obtuvo otro trabajo, en el que permaneció hasta su retiro.

## Legado
Su copia del libro de poesías, publicado por la rama de Glasgow de la Unión Social y Política de las Mujeres, fue regalada en 1947 a la doctora Charity Taylor, gobernadora de la SM Prison Holloway, y fue subastado por Pickering y Chatto en 2018.
Donó su colección de recuerdos a los Museos de Glasgow en 1955.